# Dödmansgrepp
Ett dödmansgrepp är en säkerhetsanordning som träder i kraft när användaren förlorar kontrollen över en maskin eller ett fordon. Hur det är konstruerat varierar, men gemensamt för alla typer är att motorn antingen stannar helt eller frikopplas, om användaren släpper taget om maskinens handtag eller fordonets styranordning
Många diesel- och ellok och de flesta motorvagnar har ett dödmansgrepp, kallat säkerhetsgrepp. Om det ej hålls inne så nödbromsas tåget. Enligt svenska järnvägsregler får en ensam förare endast hålla 40 km/h om dödmansgreppet faller ur, men om det finns en annan förare med, får man köra med normal hastighet .
En typ av dödmansgrepp är en handledsögla, som bland annat används på speedwaymotorcyklar, snöskotrar, motorbåtar och vattenskotrar. Gemensamt för dessa är att strömmen som aktiverar tändspolen bryts när dödmansgreppet rycks loss. En annan typ är en handtagsbygel eller avkännare av vikt på sitsen - sådana finns på gräsklippare.

## Kärnvapenstrategi
Länder med andraslagsförmåga kan avskräcka ett kärnvapenangrepp om det finns dödmansgrepp som garanterar ett omedelbart, automatiskt och överväldigande svar på en attack, även efter att  landets ledning har dödats.

### Ryssland
Perimeter (Периметр) är Rysslands automatiska kommando- och kontrollsystem för nukleära interkontinentala ballistiska missiler. Systemet kan automatiskt skjuta upp dem om sensorer upptäcker många kärnvapenexplosioner på rysk mark.
Radiologiska sensorer från många platser i Ryssland läser av strålningsnivån och jämför denna med normala. Andra sensorer inom områdena seismik, ljusförhållanden och lufttryck registrerar och jämförs med normalvärden på samma sätt. All data från sådana sensorer överförs till en kontrollpanel med en dator som kan avgöra om Ryssland har utsatts för en kärnvapenattack eller inte utan att personer finns i ledningscentralerna. Om svaret är ja skickas raketer upp med triggerkoder till alla missiler som styrs mot mål som är programmerade i förväg .

### Storbritannien
Letters of last resort är fyra identiskt formulerade handskrivna brev från Storbritanniens premiärminister till befälhavarna på de fyra brittiska ballistiska missilubåtarna. De innehåller order om vilka åtgärder som ska vidtas i när ett kärnvapenangrepp har dödat  eller inkapaciterat både premiärministern och den biträdande premiärministern. I händelse av att ordern genomförs kan den vidtagna åtgärden vara den sista officiella handlingen från Storbritanniens regering.
Om breven inte används under premiärministerns mandatperiod förstörs de oöppnade efter att personen lämnar ämbetet, så att deras innehåll förblir okänt för alla utom utfärdaren.